# Encrucijada, Cuba
Encrucijada là một đô thị và thành phố ở tỉnh Villa Clara của Cuba.
Khu định cư được lập năm 1850 và được lập thành đô thị năm 1910.

## Dân số
Năm 2004, đô thị Encrucijada có dân số 33.641. với diện tích 345 km² (133,2 mi²), và mật độ dân số 97,5người/km² (252,5người/sq mi).
Đô thị này được chia thành các barrio Centro, Paso Real, Santos và Vega Redonda.